# 켐트로스
켐트로스(Chemtros)는 대한민국의 화학소재 기업이다. 본사는 경기도 안산시 단원구 능안로 7(목내동)에 위치해 있다.

## 투자
2024년 반도체 포토레지스트 관련 폴리머 및 EUV(극자외선)용 소재 생산 시설 확대를 위해 사모펀드인 노앤파트너스로부터 약 700억원 규모의 투자를 받았다

## 참고 문헌
1. ↑  허민호, 한국IR협의회 기술분석보고서-켐트로스, 2023.11.02
2. ↑  박수현, 켐트로스, 우호 지분 확보로 경영권 안정 및 대규모 증설자금 유치, 머니투데이, 2024.05.07